# Blazar

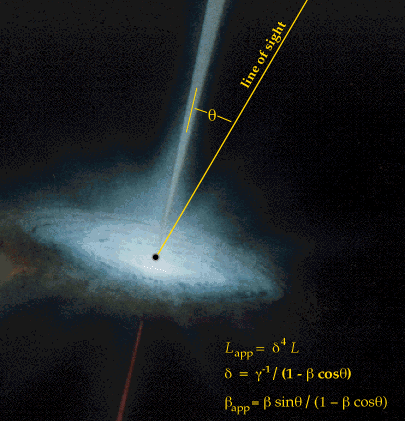
Când unghiul θ are zero grade (jetul este îndreptat spre Pământ), quasarul sau nucleu activ este numit Blazar

Un blazar  (din engleză: blazing quasi-stellar radiosource, care se poate traduce prin „sursă radio strălucitoare cvasistelară”) este o sursă de energie foarte compactă, de tipul unui quasar, asociat cu o gaură neagră în centrul unei galaxii. Blazarii sunt unele dintre cele mai violente fenomene din Univers, și reprezintă o temă importantă în astronomia extragalactică.
Sunt printre obiectele cele mai puternice  și fac parte, împreună cu quasarii și radiogalaxiile, din familia galaxiilor active. Emit o mare cantitate de radiații de toate lungimile de undă (de la unde radio la raze gamma) dintr-o regiune aflată în centrul lor nu mai mare decât Sistemul nostru Solar. Această radiație este, în mod verosimil, generată de o gaură neagră supermasivă prezentă în centrul lor, cu o masă de ordinul unui milion până la un miliard de mase solare. Puterea luminoasă emisă este de circa o mie de miliarde de ori mai mare decât cea a Soarelui.

## Structură
După toate aparențele, quasarii, blazarii și radiogalaxiile ar fi același tip de obiecte: nuclee active de galaxie (obiecte compacte și extrem de luminoase, care adăpostesc o gaură neagră supermasivă), din care scapă jeturi de plasmă, extrem de luminoase și adesea foarte active în unde radio.
Jeturile sunt compuse din particule încărcate proiectate de un mecanism încă neînțeles, dar care face, fără îndoială, să intervină energia gravitațională gigantică a găurii negre centrale. Aceste particule sunt îndeosebi electroni, pozitroni, protoni și nuclee de atomi izolați de un câmp magnetic intens. Ei părăsesc nucleul cu o viteză apropiată de aceea a luminii și pot chiar să pară mai rapizi decât aceasta printr-un efect optic. Aceste jeturi pot să se întindă la sute de mii de ani-lumină. Unda de șoc finală poate forma vaști nori de gaz radioemițători, numiți lobi radio.
În detaliu, un nucleu activ de galaxie este compus dintr-o gaură neagră în jurul căreia gravitează un vast disc de acreție. Acest disc, compus din gaze, praf, resturi de stele, este foarte cald, încât partea centrală a discului, acolo unde gazul cade în gaura neagră, emite adesea raze ale căror frecvențe se întind până la razele X și gamma, generate de temperatura extremă dominantă în vecinătatea găurii negre alimentată continuu de către discul său de acreție.

## Descoperire
Primul blazar a fost descoperit în 1968. Astronomii au detectat un semnal cu provenind de la un obiect straniu din constelația Șopârla, cunoscut atunci sub numele de BL Lacertae, luat (în mod eronat) drept o stea variabilă. Acest blazar este unul dintre cele mai apropiate de Terra, la o distanță de 900 de milioane de ani-lumină.

## Exemple
- BL Lacertae, în constelația Șopârla, la distanța de 900 de milioane de ani-lumină;
- OJ 287, în constelația Racul, la distanța de 3.500 milioane de ani-lumină;
- OJ 279, în constelația Fecioara, la distanța de (?) milioane de ani-lumină.